# Gisela Forster
Gisela Forster (* 27. März 1946 in München) ist eine deutsche Theologin, die entgegen dem Kirchenrecht 2002 zur römisch-katholischen Priesterin und 2003 zur Bischöfin geweiht wurde.

## Leben
Gisela Forsters Eltern stammten aus Bayern und aus Ungarn. Sie besuchte das Elsa-Brändström-Gymnasium in München-Pasing und studierte nach dem Abitur Bildhauerei, Philosophie und Theologie an der Akademie der bildenden Künste in München sowie Architektur und Städtebau an der TU München mit Abschluss als Diplomingenieurin. 1995 nahm sie ein Promotionsstudium in Philosophie an der Ludwig-Maximilians-Universität München auf, das sie 1998 abschloss. Ihre Doktorarbeit hat das Thema „Die rekonstruierenden Bildwelten des Kunstdidaktikers, Architekturzeichners und Architekten Josef Bühlmann“.
Von 1972 bis 1989 unterrichtete sie am Gymnasium der Benediktiner Schäftlarn, zuletzt als Oberstudienrätin. 1989 wurde ihr fristlos gekündigt, weil sie zwei Kinder zur Welt gebracht hatte (Thomas Johannes Forster und Gabriele Forster), deren Vater Pater Anselm Forster war, von 1966 bis 1989 Direktor des Gymnasiums. Nach der standesamtlichen Eheschließung von Anselm und Gisela Forster wurde auch Anselm Forster entlassen. Aus einer früheren Beziehung hat Gisela Forster einen weiteren Sohn. Nach der Entlassung aus dem kirchlichen Schuldienst absolvierte sie Ausbildungen zur Pflegefachkraft und Pflegedienstleisterin.
Seit 1980 engagiert sich Gisela Forster in mehreren kirchlichen Basisgruppen, war Mitbegründerin der Initiativgruppe der vom Zölibat betroffenen Frauen und der Gruppe Maria von Magdala, Priesteramt für die Frau. Sie gehörte zu den Initiatorinnen der Organisation Roman Catholic Women Priests (RCWP), in der sich weltweit römisch-katholische Priesterinnen zusammengeschlossen haben.
1989 wurde sie für Bündnis 90/Die Grünen in den Kreistag des Landkreises Starnberg gewählt und übte bis 2002 das Amt einer Kreistagsfraktionsvorsitzenden aus.
Sie ist als Kunstlehrerin an einer Münchener Privatschule tätig.
Anselm Forster starb am 21. Oktober 2024.

## Weihe zur Priesterin
1998 schloss Forster sich der Bewegung „Weiheämter für Frauen in der römisch-katholischen Kirche“ an, die im Widerspruch zur römisch-katholischen Kirche die Frauenordination befürwortet. Sie baut auf die Konzilseingaben zum Vatikanum II von Ida Raming und Gertrud Heinzelmann vom Jahr 1962 auf. Die Bewegung sieht sich als innerkirchliche Bewegung: Mitglieder müssen der römisch-katholischen Kirche angehören und dürfen nicht ausgetreten sein. Die Gruppe will die Diskussion über den Ausschluss der Frau von allen Weiheämter, die Papst Johannes Paul II. in seinem Apostolischen Schreiben Ordinatio sacerdotalis bestätigt hat, weiterführen und die Zulassung von Frauen zum Amt der römisch-katholischen Priesterin erreichen.
Nach ihrer Weihe zur Diakonin wurde Forster am 29. Juni 2002 zusammen mit sechs weiteren Frauen auf einem Schiff auf der Donau zur Priesterin geweiht, die in der Folge als Donau Sieben bekannt wurden. Der Heilige Stuhl bezeichnete diesen Akt als ungültig.
Foster bestreitet die Ungültigkeit ihrer Weihe bis heute und zeigte daher bis zum Ablauf einer festgesetzten Bedenkzeit „keine Zeichen der Reue und Umkehr“. Daraufhin wurde sie am 5. August 2002 exkommuniziert.

### Kontroverse um Braschi
Befürworter der Ordination von Forster führen an, Rómolo Antonio Braschi, der 2002 die Weihe durchführte, sei gültig zum römisch-katholischen Priester  und (durch Bischof Jerónimo Podestá) zum Bischof geweiht worden. Nach kanonischem Recht liegt die Möglichkeit, das Weihesakrament zu erteilen, bei den katholischen Bischöfen, selbst wenn sie unter einer Kirchenstrafe stehen. Angabegemäß wurde Braschi durch den verstorbenen Bischof Jerónimo Podestá zum Bischof geweiht, damit könnte Braschi gültig Priester weihen. Die Bischofsweihe Braschis wird von der Witwe Podestás jedoch ausdrücklich bestritten. Als Beleg für die erfolgte Weihe besteht (neben der Aussage von Romulo Braschi selbst) eine notarielle Bestätigung von 4 Zeugen, die bei der Bischofsweihe anwesend gewesen sein wollen. 

### Stellungnahme des Erzbistums München und Freising
„Die sogenannte ‚Priesterinnenweihe‘ ist ein dubioses Sektenspektakel und trägt die Züge eines absurden Theaters. Mit der römisch-katholischen Kirche hat das alles nichts zu tun.“ Zu der von Braschi behaupteten Eigenschaft als katholischer Bischof wird ferner ausgeführt, er führe den Titel „Monsignore“ und fungiere als „Erzbischof für München, Zürich, Buenos Aires und San Salvador de Bahia“ für eine von ihm bereits in den 70er Jahren mitbegründete und ausdrücklich als „nicht römisch“ bezeichnete „Katholisch-Apostolische Charismatische Kirche Jesus König“.

## Weihe zur Bischöfin
Am 27. Juni 2003 wurde sie zusammen mit Christine Mayr-Lumetzberger in Österreich von drei römisch-katholischen Bischöfen, deren Namen nicht bekannt wurden, im Geheimen zur Bischöfin geweiht. Der Weiheakt wurde notariell dokumentiert und von Zeugen bestätigt. Damit sollte es möglich werden, die Frauenordination mit korrekter römisch-katholischer Sukzession in die Welt zu tragen, ohne dass männliche Bischöfe bestraft würden. Eine Eskalation der Konflikte war nicht beabsichtigt, insbesondere kein Schisma. Vielmehr sollte die Mitwirkung von Frauen im Leitungsamt heilsam für die römisch-katholische Kirche sein.
Auch bezüglich ihrer Bischofsweihe hat die katholische Kirche die Nichtigkeit festgestellt, was von den Frauen bestritten wird.
Forster wirkte danach zusammen mit Ida Raming und Patricia Fresen bei etlichen Priesterinnenweihen mit, so bei der Weihe
- der ersten Französin: Geneviève Benney in Lyon 2005
- der ersten kanadischen und amerikanischen Frauen in Gananoque 2005: Michele Birch-Connery, Victoria Rue, Jean Marchant und Marie David
- von Monika Wyss in der Schweiz 2006, zusammen mit Regina Nikolosi und Jane Via (die erste Priesterin in der Schweiz ist allerdings die christkatholische Denise Wyss, die im Jahr 2000 geweiht wurde).
- der ersten Frauen in den Vereinigten Staaten in Pittsburgh 2006: Joan Houk, Kathy Vandenberg, Kathleen Kunster, Bridget Mary Meehan, Roberta Meehan, Eileen DiFranco, Olivia Doko und Dana Reynolds

## Werke
- Karin Jäckel, Gisela Forster: Denn das Weib soll schweigen in der Kirche. Bastei Verlag, 2004, ISBN 3-404-61552-2.
- Werner Ertel, Gisela Forster: Wir sind Priesterinnen. Patmos Verlag, 2002, ISBN 3-491-70363-8.
- Gisela Forster: Gemeinsam stärker als der Tumor. Denkzettelverlag, 2007, ISBN 978-3-939936-01-5.
- Gisela Forster: Gedanken sind wie Glut im Wind. Gedichte. Denkzettelverlag, 2007, ISBN 978-3-939936-04-6.
- Gisela Forster: Heinrich Kohl, Hitler mein Idol und Untergang. Denkzettelverlag, 2007, ISBN 978-3-939936-05-3.
- Gisela Forster: Dr. Patricia Fresen – Engagement für Menschlichkeit und Gleichberechtigung. Denkzettelverlag, 2008, ISBN 978-3-939936-16-9.

## Filme
- „Lebenslinien“ des Bayerischen Rundfunks